# Миронова Єлизавета Федорівна
Єлизаве́та Фе́дорівна Миро́нова (19 вересня 1929, Сошників — 16 серпня 2010, Київ) — українська художниця декоративного розпису; член Спілки радянських художників України з 1967 року. Лауреат Премії імені Катерини Білокур за 1993 рік. Дружина художника Леоніда Яворського.

## Життєпис
Народилася 19 вересня 1929 року в селі Сошникові (нині Бориспільський район Київської області, Україна), де провела дитинство і юність. Малювати вчилася у матері та самостійно. 1967 року працювала в Будинку творчості художників «Седнів» у смт Седневі Чернігівської області.
Мешкала у Києві в будинку на вулиці Мілютенка, № 11б, квартира № 59. Померла у Києві 16 серпня 2010 року.

## Творчість
Авторка картин, тематичних композицій, настінних розписів, рушників, гобеленів, мозаїчних композицій за фольклорними мотивами. Серед робіт:
- «Безсмертний птах» (1963);
- «Рибки» (1965);
- «Весілля» (1967);
- «Козак Мамай» (1967);
- «Квітка над вулканом» (1967);
- «Історичний мотив» (1968);
- «Щедрий вечір» (1968);
- «Весна в Седневі» (1968);
- «Ой не шуми, луже» (1968);
- «Спогад про матір» (1969);
- «Лелека» (1979);
- «За світ встали козаченьки» (1982);
- «Ніч така місячна» (1984);
- «Музика вічності» (1986);
- «Сорочинський ярмарок» (1989);
- «На калині мене мати колихала» (1990);
- «Козацька церква влітку» (1991);
- «Кам'яниця» (1991);
- «Маруся Чурай» (1992);
- «Веснянки» (1993);
- «Зимовий пейзаж» (1993);
- «Козаки в поході» (1994);
- «У неспокійну ніч» (1994);
- «Різдвяний вечір» (1995);
- «Осінь» (1995);
- «Життя продовжується» (1996);
- «Колядка» (2000);
- «Козаки в поході» (2000).

Репродукції картин художниці прикрашали поштові листівки.
Створила:
- декорації до фільму «Вечір на Івана Купала» (1968, режисер Юрій Іллєнко);
- монументально-декоративні розписи готелю «Україна» в Москві (1970-ті), ресторанів «Курені» у Києві (1970—1971), «Козацький дозор» у Запоріжжі (1972; усі — разом із першим чоловіком Леонідом Яворським);
- ілюстрації до фольклорної збірки «А де ж наша зозулиця?» (1969), книги «Де найкраще місце на землі?» Дмитра Павличка (1973), збірки віршів для дітей «Джерельце» (2000; усі — Київ);
- гобелени «Ой не світи, місяченьку, та й на той перелаз» (1980), «Свято врожаю» (1984), «Весілля», «Вербиченька» (обидва — 1985), «Урожай», «Вівчарик» (обидва — 1986), «Сорочинський ярмарок» (1987, у співавторстві з Леонідом Яворським; Національний музей українського народного декоративного мистецтва), «Дерево життя» (1995), «Несе Галя воду», «Козак Мамай» (обидва — 2000).

Брала участь у республіканських виставках з 1963 року, всесоюзних — з 1968 року, зарубіжних — з 1965 року. Персональні виставки відбулися у Києві у 1967, 1990—1996, 1999, 2001—2003, 2015 (посмертна) роках, селі Сошникові у 1998 році.